# 駿河台 (船橋市)
駿河台（するがだい）は、千葉県船橋市にある地名である。現行行政地名は駿河台一丁目および駿河台二丁目。郵便番号は273-0862。

## 地理
船橋市東部に位置する。北東で飯山満町、東で中野木、南で東船橋、西で市場、北西で東町と隣接する。JR東船橋駅が近くにあり、住宅街が目立つが、空き地や田地も見られる。

### 河川
海老川水系
- 前原川 - 準用河川。
  - 中野木川

### 地価
住宅地の地価は、2014年（平成26年）1月1日の公示地価によれば、駿河台2-4-13の地点で12万6000円/m2となっている。

## 歴史
駿河台は、1940年（昭和15年）の船橋市の町名変更で新設された「宮本町1 - 6丁目」の一部であった。
宮本町1 - 6丁目一帯は、戦後の1968年から1976年にかけて住居表示が実施され、大部分が宮本1 - 9丁目、東船橋1 - 7丁目、市場1 - 5丁目等に変更されたが、この時点で宮本町5・6丁目の一部のみが住居表示未実施地区として残存していた。
1987年に宮本町5丁目の残余部と宮本町6丁目および飯山満町の各一部に住居表示が実施され、駿河台1・2丁目となった。

### 地名の由来
「駿河台」の町名は、住居表示実施以前の宮本町の小字（こあざ）に由来する。宮本町はもとは葛飾郡五日市村のうちであり、同地の小字に東駿河台、中駿河台、西駿河台があった。なお、「駿河台」という小字は東隣の中野木にも存在したが、中野木の字駿河台は現行行政町名としては使用されていない。
- 宮本町の字駿河台
  - 戦国時代に千葉親胤の武将宮内駿河が砦を築いたことが由来。
- 中野木の字駿河台
  - 駿河大納言（徳川忠長）家くずれの家臣がこの地を領有したことが由来。

「するが」の地名語源
1. 洲、処の訛りで、砂浜の目立つ地形
2. 摺、処の訛りで、崩壊地形や浸食地形
3. アイヌ語のトリカブトの毒、スルグの訛り
4. チャム語の雑居人地帯
5. マレー語の楽園

1・2が有力。

## 世帯数と人口
2017年（平成29年）11月1日現在の世帯数と人口は以下の通りである。
| 丁目         | 世帯数    | 人口    |
| ------------ | --------- | ------- |
| 駿河台一丁目 | 1,134世帯 | 2,379人 |
| 駿河台二丁目 | 1,213世帯 | 2,600人 |
| 計           | 2,347世帯 | 4,979人 |

## 小・中学校の学区
市立小・中学校に通う場合、学区は以下の通りとなる
| 丁目         | 番地 | 小学校                 | 中学校               |
| ------------ | ---- | ---------------------- | -------------------- |
| 駿河台一丁目 | 全域 | 船橋市立峰台小学校     | 船橋市立宮本中学校   |
| 駿河台二丁目 | 全域 | 船橋市立飯山満南小学校 | 船橋市立飯山満中学校 |

## 交通
最寄駅は、JR東日本総武線東船橋駅あるいは東葉高速鉄道東葉高速線飯山満駅。地域の中心部に千葉県道8号船橋我孫子線が南北に通っている。

## 施設
- 信澄寺（1丁目）